# Alfred Schlemm
Pour les articles homonymes, voir Schlemm.
 (octobre 2014).
Alfred Schlemm (18 décembre 1894 - 24 janvier 1986) est un General der Fallschirmtruppen allemand de la Luftwaffe pendant la Seconde Guerre mondiale.
Il est le dernier commandant allemand de la Seconde Guerre mondiale à s'opposer à l'avance de la 1re armée canadienne autour du Reichswald (de), en février 1945, au cours de l'opération Veritable.

## Début de carrière
Schlemm est né à Rudolstadt, dans la Principauté de Schwarzbourg-Rudolstadt, faisant partie de l'Empire allemand. Il rejoint l'armée impériale allemande, la Deutsches Heer, le 8 mars 1913 comme Fahnenjunker dans le 56e régiment d'artillerie de campagne de Posen) et est transféré temporairement à l'École de guerre de Dantzig en octobre 1913. Il retourne à son régiment avant le début de la Première Guerre mondiale, où il demeure jusqu'en septembre 1919, progressant dans les différents rôles (chef de section, officier d'ordonnance, commandant de batterie et d’adjudant (aide-de-camp) régimentaire).

## Entre-deux-guerres
Durant l'entre-deux-guerres, Schlemm sert dans différents services de personnel, de formation et à des postes de régiment jusqu'à ce qu'il soit rattaché en octobre 1937 au Reichsluftfahrtministerium (RLM ou ministère de l'Air du Reich). En février 1938, il est transféré de l'armée à la Luftwaffe et est nommé Oberst (colonel) à l'état-major général de la Luftwaffe. En juin 1938, il est nommé chef d'état-major de la défense aérienne de la zone Ouest.

## Seconde guerre mondiale
En octobre 1939, il est le chef d'état-major de la Luftgau XI (pt) (zone aérienne XI), sous les ordres du Generalleutnant Ludwig Wolff et en décembre 1940, Schlemm est nommé chef d'état-major de la XI. Fliegerkorps (Corps aérien) sous les ordres du General der Flieger Kurt Student. La XI. Fliegerkorps avait la responsabilité des troupes aéroportées et des Fallschirmjäger qui ont été utilisés pour l'opération Merkur, nom de code de l'invasion aéroportée de la Crète, le 21 mai 1941. Au moins 6 000 Fallschirmjäger ont été perdus dans cette opération et la conquête de la Crète a mis fin à tous les plans à grande échelle des opérations aéroportées allemandes.

### Front de l'Est
En février 1942, Schlemm est rattaché au commandement général de la VIII. Fliegerkorps du Generaloberst Wolfram von Richthofen sur le front de l'Est, où il devient commandant de la Luftwaffen-Gefechtsverbande. Schlemm est attaché aux XXXXe et LVIe Panzer-Korps de la 4e armée du général d'infanterie Gotthard Heinrici. Schlemm devient commandant de la 1re division aérienne (1. Flieger-Division) à partir de juin 1942, basée à Dugino (ru) et prend la direction de différentes unités aériennes et de soutien au sol de la Luftwaffe.
En octobre 1942, il devient commandant général de la II. Luftwaffen-Feldkorps sur le front de l'Est et, plus tard, en Italie. Le Korps de Schlemm est composé de quatre Luftwaffe Field Divisions (divisions de campagne de la Luftwaffe) et tient une ligne du sud de Nevel au bord de la Dvina à l'est de Vitebsk, rattaché à la 3. Panzerarmee (3e armée de Panzer) du groupe d'armées Centre. En février et mars 1943, la II. Luftwaffe-Field-Korps participe à l'Opération Kugelblitz contre les partisans qui ont infesté la région de Souraj (Sourajski raïon) au nord-est de Vitebsk. Le 6 octobre 1943, une partie du Korps de Schlemm s'effondre sous une attaque russe de grande envergure, ce qui entraîne une déchirure de 16 kilomètres dans les lignes allemandes et la capture de Nevel. L'ensemble du II. Luftwaffe-Field-Korps se retire vers de nouvelles positions à l'ouest de Gorodok.

### Italie
Retirées du front de l'Est en novembre 1943, les quatre divisions de Schlemm sont transférées aux LIII et IX corps d'armée et sont transférées en Italie. Le 1er janvier 1944, le personnel de l'état-major de Schlemm, rebaptisé I. Fallschirmkorps avec Schlemm comme commandant général, prend le contrôle d'une force de réserve de plus de 24 000 soldats dans la région de Rome. Ils ont été initialement expédiés à Rome pour renforcer la ligne Gustave (ou ligne d'hiver) le long du fleuve Garigliano, mais le I. Fallschirmkorps de Schlemm est transféré d'urgence pour s'opposer à la tête de pont alliée à Anzio (opération Shingle). Schlemm mène les défenseurs allemands avec succès pendant trois jours, suivant les ordres transmis officiellement du Generaloberst Eberhard von Mackensen, commandant en chef de la 14e armée. Le I. Fallschirmkorps combat à Anzio pendant les trois prochains mois. Schlemm est cité dans le communiqué officiel des Forces armées et reçoit la Croix de chevalier de la Croix de fer pour ses faits de guerre.
Après que la ligne Gustave a été franchie à Cassino et l'éclatement des têtes de pont d'Anzio a eu lieu, le I. Fallschirmkorps de Schlemm se joint à la retraite allemande à travers l'Italie centrale. En août 1944, il est positionné le long du fleuve Arno dans des positions défensives de la Ligne gothique dans les Apennins du Nord. Schlemm cède le commandement du I. Fallschirmkorps au Generalleutnant Richard Heidrich.

### Reichswald de Klever
Le Reichswald est une zone boisée proche de la frontière germano-hollandaise, entre le Rhin et la Meuse, à l'est de Nimègue. Au moment de l'opération, le terrain était boueux et était difficilement praticable pour les véhicules à roues ou tractés.
Schlemm devient commandant général de la III. Fallschirm-Korps, mais cette formation n'a jamais été activée. Au lieu de cela, il succède au Generaloberst Kurt Student en tant que commandant en chef de la 1. Fallschirm-Armee (armée de parachutistes) sur le front occidental dans les Pays-Bas. La 1. Fallschirm-Armee est engagée pour la défense du Reichswald contre la Première Armée canadienne. Les troupes de Schlemm étaient constituées de manière hétéroclite de récupération de divisions d'infanterie en sous-effectif et de groupes de combat de la ligne Siegfried). Schlemm, en désaccord avec son entourage selon lequel la prochaine attaque des Alliés serait plus au sud, ordonne que ses troupes construisent des défenses.
La Première Armée canadienne et la 9e armée sous les ordres du lieutenant-général William Hood Simpson compriment les forces de Schlemm dans une petite tête de pont sur la rive ouest du Rhin en face de Wesel. Le 10 mars 1945, l'arrière-garde de la 1. Fallschirm-Armee évacue leur tête de pont, en détruisant le pont derrière eux, et Schlemm se prépare à répondre aux inévitables traversées alliées du fleuve. Il est blessé dans une attaque aérienne à son poste de commandement à Haltern onze jours plus tard et le commandement de la 1. Fallschirm-Armee passe sous les ordres du général d'infanterie Günther Blumentritt.

## Après-guerre
À la fin de la guerre en mai 1945, Schlemm devient prisonnier de guerre et est détenu par les Britanniques. Il est rapatrié à Hambourg en octobre 1947. Alfred Schlemm décède le 24 janvier 1986 à Ahlten près de Hanovre.

## Promotions
- Fahnenjunker : 8 mars 1913
- Fähnrich : 20 octobre 1913
- Leutnant : 19 juin 1914
- Oberleutnant : 16 septembre 1917
- Hauptmann: 1er juin 1925
- Major : 1er juin 1934
- Oberstleutnant : 1er septembre 1935
- Oberst : 1er février 1938
- Generalmajor : 1er juin 1940
- Generalleutnant : 1er juin 1942
- General der Flieger : 15 mars 1943
- General der Fallschirmtruppen : 4 novembre 1944

## Décorations
- Croix de fer (1914), 2e et 1re classe
- Ordre de la Couronne avec épées le 15 octobre 1918
- Insigne des blessés en Noir (1918)
- Fermoir à la croix de fer (1939) 2e et 1re classe
- Croix allemande en or le 4 août 1942.
- Bande de bras Kreta
- Croix de chevalier de la Croix de fer le 11 juin 1944
- Insigne de lutte contre les partisans de la Luftwaffe
- Mentionné dans le Wehrmachtbericht du 29 mai 1944